# Шалам
Шалам — деревня в Косинском районе Пермского края. Входит в состав Левичанского сельского поселения. Располагается юго-восточнее районного центра, села Коса. Расстояние до районного центра составляет 49 км. По данным Всероссийской переписи населения 2010 года, в деревне не было постоянного населения.

## История
До Октябрьской революции населённый пункт Шалам входил в состав Чураковской волости, а в 1927 году — в состав Чураковского сельсовета. По данным переписи населения 1926 года, в деревне насчитывалось 25 хозяйств, проживало 107 человек (52 мужчины и 55 женщин). Преобладающая национальность — коми-пермяки.
По данным на 1 июля 1963 года, в деревне проживало 103 человека. Населённый пункт входил в состав Чураковского сельсовета.